# دانيال جارا
دانيال جارا (بالإسبانية: Daniel Jara)‏ هو لاعب كرة قدم مكسيكي في مركز الهجوم، ولد في 1 سبتمبر 1996 في مازاتلان في المكسيك. لعب مع خوان أوريتش.

## وصلات خارجية
- دانيال جارا على موقع قاعدة بيانات كرة القدم.إي يو (الإنجليزية)
- دانيال جارا على موقع Soccerway.com (الإنجليزية)